# Phylloscopus hainanus
Phylloscopus hainanus là một loài chim trong họ Phylloscopidae.